# Last-Becker Ensemble
Das Last-Becker-Ensemble war eine deutsche Jazzband, die in den späten 1940ern und frühen 1950ern in Nordwestdeutschland populär war.
Das Ensemble entstand 1948 als Ableger aus dem Tanzorchester von Radio Bremen, das von Hans Günther Oesterreich geleitet wurde und bestand bis 1953. Die Band hatte folgende Stammbesetzung: Karl-Heinz Becker, Trompete; Werner Last, Posaune und Akkordeon; Alfred Andre, Saxophon; Hans Last, Bass; Robert Last, Drums. Gelegentlich dabei waren Cornelis op den Zieken, Piano, Heinz Schultze, Gitarre oder  Helmut Zacharias, Geige. Das Ensemble war so bekannt, dass die Kritiker Hans Last zwischen 1950 und 1952 jährlich zum besten Bassisten im deutschen Jazz Poll wählten (was zu seiner Zusammenarbeit mit den damaligen deutschen Topjazzern Max Greger, Albert Mangelsdorff und Paul Kuhn führte).
Nach der Auflösung der Gruppe wurde Hans Last als James Last bekannt. Sein Bruder Werner machte unter dem Namen Kai Warner ebenfalls als Orchester-Chef Karriere. Robert Last arbeitete bei seinen Brüdern als Schlagzeuger und gründete eine Studio-Band. Heinz Schultze war Gitarrist in den verschiedenen Orchestern der Gebrüder Last. Helmut Zacharias wurde ein international bekannter Violinenvirtuose der leichten Unterhaltung. Karl-Heinz Becker leitete über Jahre das Norddeutsche Blasorchester, das lange Jahre ein wichtiger Bestandteil des inzwischen eingestellten Bremer Hafenkonzerts war.